# Magellán-lile
A Magellán-lile (Pluvianellus socialis) a madarak osztályának és a lilealakúak (Charadriiformes) rendjén belül a Magellánlile-félék (Pluvianellidae) családjának és a Pluvianellus nemnek az egyetlen képviselője.

## Elterjedése
Argentína és Chile területén honos. Nem vonuló, de kóborlásai során eljut a Falkland-szigetekre is.

## Szaporodás
Fészekalja 2 tojásból áll.